# Wilfried Klingler
Wilfried Klingler (* 7. Juni 1949 in Bad Pyrmont) ist ein deutscher Geistlicher der Neuapostolischen Kirche und war von 1993 bis 2016 Bezirksapostel der Neuapostolischen Kirche Mitteldeutschland.

## Leben
Der in Hannover wohnhafte Klingler ist seit 1970 verheiratet. Vor seiner Zeit als hauptamtlicher Mitarbeiter der Neuapostolischen Kirche arbeitete er als Diplomingenieur für Maschinenbau.

## Ämter in der NAK
- Unterdiakon (1975)
- Diakon (1976)
- Priester (Dezember 1977)
- Gemeindeevangelist (1980)
- Hirte (1982)
- Bezirksevangelist (1983)
- Bezirksältester (1984)
- Apostel (1987)
- Bezirksapostel (1993–2016)